# Lista över japanska kryssare
Lista över japanska kryssare

## Små kryssare
- Naniwa-klass
  - Naniwa (1885) - havererad 1912
  - Takachiho (1885) - torpederad 1914
- Unebi (1886) - sänkt 1887
- Matsushima-klass
  - Matsushima (1890) - explosion 1908
  - Itsukushima (1889) - skrotad 1922
  - Hashidate (1891) - skrotad 1927
- Akitsushima (1892)
- Yoshino (1892) - sänkt 1905
- Izumi (1883, f.d. chilenska Esmeralda, inköpt 1894) - kasserad 1912
- Saien (1883, f.d. kinesiska Chi Yuan, erövrad 1895) - minsprängd 1904
- Suma-klass
  - Suma (1895) - skrotad 1928
  - Akashi (1897) - borrad i sank 1930
- Takasago (1897) - minsprängd 1904
- Chitose-klass
  - Chitose (1898) - sänkt som målfartyg 1931
  - Kasagi (1898) - förlorad 1916
- Niitaka-klass
  - Niitaka (1902) - förlorad 1922
  - Tsushima (1902) - förlorad 1944
- Otowa (1903) - havererad 1917
- Tone (1910)
- Chikuma-klass
  - Chikuma
  - Hirado
  - Yahagi

## Pansarkryssare
- Chiyoda (1890) - skrotad 1927
- Asama-klass
  - Asama (1898) - skrotad 1947
  - Tokiwa (1898) - luftattack 1945, skrotad
- Yakumo (1899) - skrotad 1947
- Azuma (1899) - skrotad 1946
- Izumo-klass
  - Izumo (1899) - skrotad 1947
  - Iwate (1900) - skrotad 1947
- Kasuga-klass (modifierad italiensk Giuseppe Garibaldi-klass)
  - Kasuga (1902) - skrotad 1948
  - Nisshin (1903) - målfartyg 1936

## Lätta och tunga kryssare
- Tenryū-klass
  - Tenryū (1918) - sänkt 1942
  - Tatsuta (1918) - sänkt 1944
- Kuma-klass
  - Kuma (1919) - sänkt 1944
  - Tama (1920) - sänkt 1944
  - Kitakami (1920) - skrotad efter kriget
  - Oi (1920) - sänkt 1944
  - Kiso (1920) - sänkt 1944
- Nagara-klass
  - Nagara (1921) - sänkt 1944
  - Isuzu (1921) - sänkt 1945
  - Yura (1922) - sänkt 1942
  - Natori (1922) - sänkt 1944
  - Kinu (1922) - sänkt 1944
  - Abukuma (1923) - sänkt 1944
- Sendai-klass
  - Naka (1925) - sänkt 1944
  - Sendai (1923) - sänkt 1943
  - Jintsu (1923) - sänkt 1943
- Yubari (1923) - sänkt 1944
- Furutaka-klass
  - Furutaka (1925) - sänkt 1942
  - Kako (1925) - sänkt 1942
- Aoba-klass
  - Aoba (1926) - skrotad 1947
  - Kinugasa (1926) - sänkt 1942
- Myōkō-klass
  - Myōkō (1927) - borrad i sank 1946
  - Nachi (1927) - sänkt 1944
  - Haguro (1928) - sänkt 1945
  - Ashigara (1928) - sänkt 1945
- Takao-klass
  - Takao (1930) - borrad i sank 1946
  - Atago (1930) - sänkt 1944
  - Maya (1930) - sänkt 1945
  - Chōkai (1931) - sänkt 1944
- Mogami-klass
  - Mogami (1934) - sänkt 1944
  - Mikuma (1934) - sänkt 1942
  - Suzuya (1934) - sänkt 1944
  - Kumano (1936) - sänkt 1944
- Tone-klass
  - Tone (1937) - skrotad efter kriget
  - Chikuma (1938) - sänkt 1944
- Agano-klass
  - Agano (1941) - sänkt 1944
  - Noshiro (1942) - sänkt 1944
  - Yahagi (1942) - sänkt 1945
  - Sakawa (1944) - förbrukad i amerikanskt atombombstest 1946
- Ōyodo (1942) - skrotad efter kriget
- Ibuki (1943) - konvertering till hangarfartyg avbrutet 1945, skrotad 1947